# John Myles-Mills
John Myles-Mills (ur. 19 kwietnia 1966) – ghański lekkoatleta, specjalizujący się w biegach sprinterskich, dwukrotny uczestnik letnich igrzysk olimpijskich (Seul 1988, Barcelona 1992).
Jego młodszy brat Leonard Myles-Mills również był sprinterem, olimpijczykiem z 2000 i 2004. 

## Sukcesy sportowe
- trzykrotny mistrz Ghany w biegu na 100 metrów – 1986, 1988, 1992[1]
- pięciokrotny mistrz Ghany w biegu na 200 metrów – 1985, 1988, 1990, 1991, 1992

| Rok  | Miasto           | Zawody                    | Konkurencja        | Wynik         |
| ---- | ---------------- | ------------------------- | ------------------ | ------------- |
| 1987 | Nairobi          | Igrzyska afrykańskie      | bieg na 200 m      | srebrny medal |
| 1988 | Annaba           | Mistrzostwa Afryki        | bieg na 100 m      | złoty medal   |
| 1989 | Budapeszt        | Halowe mistrzostwa świata | bieg na 60 m       | srebrny medal |
| 1992 | Belle Vue Maurel | Mistrzostwa Afryki        | bieg na 200 m      | brązowy medal |
| 1992 | Hawana           | Puchar świata             | sztafeta 4 x 100 m | 3. miejsce    |

## Rekordy życiowe
- bieg na 60 metrów (hala) – 6,58 – Budapeszt 04/03/1989
- bieg na 100 metrów – 10,21 – Seul 23/09/1988
- bieg na 100 metrów (hala) – 10,50 – Johnson City 26/01/1990
- bieg na 200 metrów – 20,69 – Fairfax 01/05/1993
- bieg na 400 metrów – 46,10 – Chapel Hill 22/05/1991